# Hans von Lehndorff

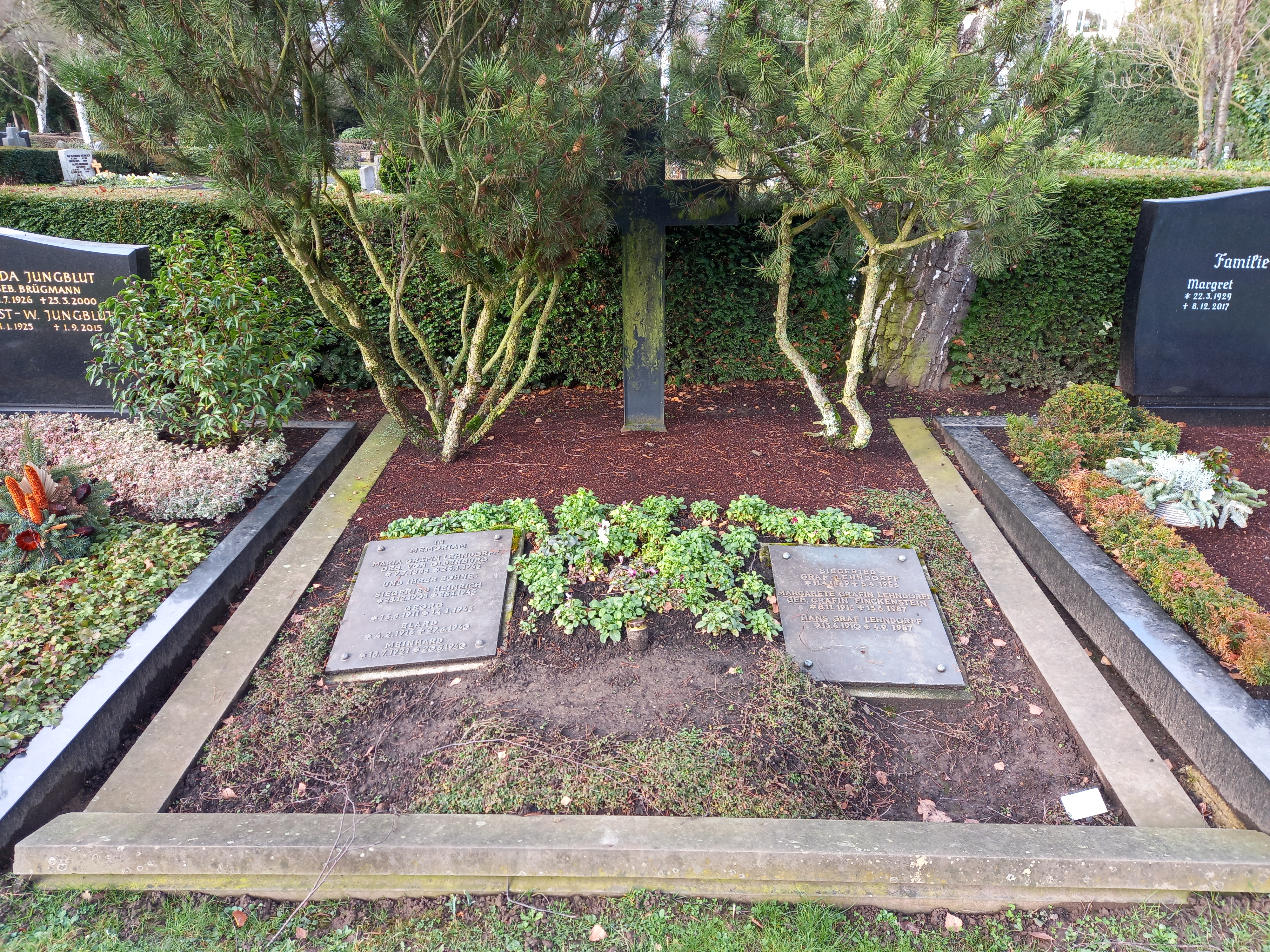
Das Grab von Hans Graf Lehndorff und seiner Ehefrau Margarete geborene Gräfin Finckenstein im Familiengrab auf dem Zentralfriedhof Bad Godesberg in Bonn

Hans Friedrich Carl Meinhard Graf von Lehndorff (* 13. April 1910 in Graditz bei Torgau; † 4. September 1987 in Bonn) war ein deutscher Chirurg und Schriftsteller.

## Familie
Hans Graf von Lehndorff war der Sohn von Siegfried Graf Lehndorff (1869–1956) und dessen Ehefrau Maria (May) von Oldenburg (1886–1945), Tochter von Elard von Oldenburg-Januschau von Gut Januschau unweit von Deutsch Eylau im Landkreis Rosenberg i. Westpr. Sein Vater war Landstallmeister und Leiter der preußischen Hauptgestüte von Graditz und Trakehnen. Seine Mutter war mit ihren zahlreichen Kindern häufig zu Besuch auf dem Gut, zwei ihrer Söhne fielen während des Zweiten Weltkrieges. Sie wurde 1944 von den Nationalsozialisten wegen ihrer standhaften Haltung zu einem befreundeten Pastor verhaftet und 1945 zusammen mit ihrem ältesten Sohn auf der Flucht mit einem Treck nach Westen von Rotarmisten erschossen. Ein Vetter von Hans, Heinrich Graf von Lehndorff-Steinort, wurde als Widerstandskämpfer nach dem Attentat vom 20. Juli 1944 gehenkt. Durch diesen war Hans von Lehndorff kurz vor dem 20. Juli in die Attentatspläne eingeweiht worden.
Am 5. November 1952 heiratete Hans Graf von Lehndorff in Brunkensen (Alfeld) Margarethe Gräfin Finck von Finckenstein (* 8. November 1916 in Jäskendorf; † 13. Juni 1987 in Bonn).

## Leben und Wirken
Hans Graf von Lehndorff, der Medizin studiert hatte und Chirurg geworden war, kam als Assistenzarzt am Kreiskrankenhaus in Insterburg Ende 1941 mit einer Gruppe evangelischer Laien in Kontakt, die sich in einer Zeit wachsender politischer Bedrängnisse zusammengefunden hatten. Von dieser Gruppe führten ihn Wege in die evangelische Bekennende Kirche und in den inneren Widerstand gegen den Nationalsozialismus. Zur Wehrmacht wurde Lehndorff wegen Unabkömmlichkeit im Krankenhaus nicht eingezogen. Er leitete Anfang 1945 ein Lazarett in Königsberg und erlebte die Schlacht um Königsberg und die Einnahme der Stadt durch die Rote Armee. Unter monatelangem Beschuss der weitgehend eingeschlossenen und zerstörten Stadt durch Artillerie und Tiefflieger versorgte er Verwundete, Kranke und Gebärende in Krankenhäusern, Bunkern und Kellern, hielt Andachten und Bibellesungen ab. Eine Gelegenheit zur Flucht aus der Stadt nahm er nicht wahr, auch motiviert durch seinen christlichen Glauben. Lehndorff arbeitete ärztlich weiter, auch als sich die Situation in Königsberg nach Eroberung durch die Rote Armee mit Plünderungen, Morden und Massenvergewaltigungen in der durch Brandstiftungen in ein Flammenmeer verwandelten Stadt zur Apokalypse steigerte. „Ich bin so ausgelöscht, daß ich nicht einmal mehr beten kann“, „Das ist der Mensch ohne Gott, die Fratze des Menschen“, „Kann man überhaupt von diesen Dingen schreiben, den furchtbarsten, die es unter Menschen gibt?“ Lehndorff machte auch die zeitweilige Austreibung der Königsberger Restbevölkerung im April 1945 ins Samland mit, kam in das Internierungslager Rothenstein des NKWD und setzte dann in der von Hunger, Seuchen und massenhaftem Sterben heimgesuchten Stadt seine ärztliche Tätigkeit unter Extrembedingungen bis Oktober 1945 fort. Dann schlug Lehndorff sich in das westliche Ostpreußen und angrenzende Westpreußen durch, eine Region, die er aus Kinder- und Jugendzeiten durch Besuche bei seinen Großeltern gut kannte. Er lebte unter elenden Bedingungen illegal zwischen restlichen Deutschen, Polen und sowjetischen Besatzungssoldaten. Häufig auf der Flucht, war er mit ärztlichen Hilfsleistungen tätig und erhielt dafür Naturalien. Auf dem Gutsfriedhof von Januschau brachte er die aufgewühlten Gräber seiner Verwandten provisorisch wieder in Ordnung. Neben den Vorfahren mütterlicherseits ruhten dort zwei seiner Brüder. Lehndorff spürte auch die Stelle im Ort Kontken bei Stuhm auf, wo seine Mutter, ein Bruder und sechzehn andere Mitglieder des Trecks aus Januschau von Rotarmisten erschossen worden waren. Sie waren erst Wochen nach ihrem Tod vor Ort in einem Massengrab beerdigt worden. Aus Rosenberg, wo Lehndorff zuletzt im Krankenhaus gearbeitet hatte, durfte er dann im Mai 1947 nach Deutschland ausreisen.
Seine Erlebnisse von 1945 bis 1947 nach der Eroberung seiner Heimat durch sowjetische Truppen legte Lehndorff in seinem Ostpreußischen Tagebuch nieder, das bis heute immer wieder neu publiziert wird (2020 wurde die 35. Auflage veröffentlicht) und auch verfilmt wurde. Die Kaliningrader Zeitung Nowyje Koljossa veröffentlichte einen Auszug in russischer Übersetzung.
1951 wurde Graf Lehndorf von der Georg-August-Universität Göttingen zum Dr. med. promoviert. In Bad Godesberg betrieb er später lange Jahre eine Klinik. Er engagierte sich in der Krankenhausseelsorge und in der Diakonie.
Dem Johanniterorden gehörte Lehndorff ab 1949 als Ehrenritter und seit 1952 als Rechtsritter an. Von 1954 bis 1962 führte er die Preußische Genossenschaft des Johanniterordens als Kommendator. Sein 1968 gedichtetes Lied „Komm in unsre stolze Welt“ ist als Nr. 428 im aktuellen Evangelischen Gesangbuch (EG) enthalten, als Nr. 668 im Evangelisch-Lutherischen Kirchengesangbuch (ELKG²) der Selbständigen Evangelisch-Lutherischen Kirche, als Nr. 833 im Gesangbuch der Evangelisch-reformierten Kirchen der deutschsprachigen Schweiz (RG) und als Nr. 592 im Katholischen Gesangbuch der deutschsprachigen Schweiz (KG).

## Ehrungen
- Johann-Hinrich-Wichern-Plakette des Diakonischen Werkes Berlin-Brandenburg-Schlesische Oberlausitz (1971)
- Bundesverdienstkreuz 1. Klasse (1972)
- Agnes-Miegel-Plakette (1977)
- Preußenschild (1981)
- Paracelsus-Medaille (1984)
- Graf-von-Lehndorff-Straße in Bonn (2006)

## Werke
- Ein Bericht aus Ost- und Westpreußen 1945–1947. Dokumentation der Vertreibung der Deutschen aus Ost-Mitteleuropa, 3. Beiheft, Bundesministerium für Vertriebene, Flüchtlinge und Kriegsgeschädigte; Düsseldorf 1960
- Ostpreußisches Tagebuch. Aufzeichnungen eines Arztes aus den Jahren 1945–1947. Biederstein, München 1961; 21. Auflage. Beck, München 2006, ISBN 978-3-406-49641-7; Taschenbuchausgabe: dtv, München 1997; 35. Auflage 2020. ISBN 3-423-30094-9. (Platz 1 der Spiegel-Bestsellerliste vom 18. Oktober bis zum 7. November 1961 und vom 17. Januar bis zum 15. Mai 1962)
- Die Briefe des Peter Pfaff 1943–1944 (Hrsg.); Wuppertal 1964
- Die Insterburger Jahre. Mein Weg zur Bekennenden Kirche; München 1969
- Humanität im Krankenhaus: christliche Vorschläge für den Umgang mit Kranken, Rex: München, Luzern 1975, ISBN 978-3-7926-0068-9
- Menschen, Pferde, weites Land. Kindheits- und Jugenderinnerungen, Beck, München 2001, ISBN 3-406-48122-1. (Erstausgabe 1980)
- Lebensdank; Kreuz-Verlag, Stuttgart 1983, ISBN 3-7831-0717-2.